# Лавіс
Лавіс (італ. Lavis) — муніципалітет в Італії, у регіоні Трентіно-Альто-Адідже,  провінція Тренто.
Лавіс розташований на відстані близько 490 км на північ від Рима, 8 км на північ від Тренто.
Населення — 8883 особи (2014).
Щорічний фестиваль відбувається 8 вересня. Покровитель — Sant'Udalrico.

## Демографія
Населення за роками:

Станом на 1 січня 2023 року в муніципалітеті офіційно проживали 852 іноземці з 54 країн, серед них 262 громадяни країн Євросоюзу та 33 громадяни України.

## Сусідні муніципалітети
- Джово
- Наве-Сан-Рокко
- Сан-Мікеле-алл'Адідже
- Валлелагі
- Тренто
- Цамбана